# Archieparchie Ivano-Frankivsk
Archieparchie Ivano-Frankivsk je archieparchie ukrajinské řeckokatolické církve, nacházející se na Ukrajině.

## Území
Archieparchie zahrnuje severní část ivanofrankivské oblasti.
Archieparchiálním sídlem je město Ivano-Frankivsk, kde se také nachází hlavní chrám - katedrála Zmrtvýchvstání Našeho Spasitele.
Rozděluje se do 391 farností. K roku 2016 574 853 věřících, 365 archieparchiálních kněží, 37 řeholních kněží, 63 řeholníků a 132 řeholnic.
Církevní provincie:
- eparchie Černivci
- eparchie Kolomyja

## Historie
Dne 26. března 1885 byla zřízena eparchie Stanislaviv, a to z části území archieparchie Lvov.
Dne 5. června 1930 byla část jejího území připojena k nově vzniklé eparchii Maramureș.
Dne 20. dubna 1993 byla z části jejího území vytvořena eparchie Kolomyja-Černivci.
Dne 13. prosince 2011 byla eparchie povýšena na archieparchii.
Dne 12. září 2017 byly rozdělena Eparchie Kolomyja-Černivci na Eparchii Kolomyja a Eparchii Černovice